# Barnombudet i Uppsala län
Barnombudet i Uppsala län, BOiU; tidigare Barnombudsmannen i Uppsala, är en ideell förening verksam i Uppsala kommun och Uppsala län. Föreningen arbetar för att förverkliga FN:s barnkonvention och ge barn större möjlighet att kräva sina rättigheter. Barnombudsmannen i Uppsala arbetar efter fyra teman: stöd och råd, information, påverkan och stärka barns och ungas röster.

## Verksamhet

### Word
Föreningen ger sedan 2006 ut ungdomsmagasinet Word som görs av och för gymnasieungdomar i Uppsala.

### Barnombudet för Region Uppsala
Barnombudet för Region Uppsala arbetar på uppdrag av Region Uppsala med barnets rättigheter i Region Uppsalas verksamhet.

### Knas Hemma
Den nationella ungdomsföreningen Knas hemma startades av BOiU som ett projekt från Allmänna Arvsfonden. Knas hemma arbetar för rättigheter och delaktighet hos barn och unga som är placerade i HVB- eller familjehem.

### Barnrättspriset
Varje år delar Barnombudet i Uppsala län ut Barnrättspriset till en verksamhet eller person som arbetat med att stärka barnets rättigheter.

## Historia och organisation
1985 startade Barntelefonen sin verksamhet. Barntelefonen var en ideellt bemannad jourtelefon för barn och unga i Uppsala. 1988 fick verksamheten uppdrag av Uppsala kommun att starta en barnombudsmannaverksamhet. Det blev den första lokala barnombudsmannen i Sverige. Föreningen har bytt namn flera gånger. Sedan 2017 heter föreningen Barnombudet i Uppsala län. BOiU får sin finansiering av Uppsala kommun och Region Uppsala. 1 januari 2019 ingick BOiU och Uppsala kommun idéburet offentligt partnerskap. 2018 hade har föreningen 7 årsarbetare motsvarande heltid. Antalet medlemmar i föreningen var 31/12 2018 249 st.